# New York City Department of Education
Das New York City Department of Education (deutsch etwa: Dezernat für Bildung der Stadt New York) ist eine kommunale Behörde der Stadt New York, die hauptsächlich für die öffentlichen Schulen in städtischer Trägerschaft verantwortlich ist.
Mit über einer Million Schülern und rund 75.000 Lehrkräften in über 1.800 Schulen ist es nach eigenen Angaben die größte Behörde ihrer Art in den Vereinigten Staaten von Amerika.
Die Behörde wird vom Board of Education (Bildungskommission) und dem Chancellor (Kanzler) geleitet. Amtierende Kanzlerin ist Carmen Fariña.
Der Jahresetat der Behörde beläuft sich auf knapp 34 Milliarden US-Dollar.
Bis zum Jahr 2002 wurden die öffentlichen Schulen in der Stadt New York mehr als 30 Jahre lang größtenteils dezentral und direktdemokratisch verwaltet. Verantwortliche Behörden für die öffentlichen Schulen der Stadt waren die städtische Bildungskommission, deren Mitglieder vom Bürgermeister und den Stadtbezirkspräsidenten ernannt wurden, sowie 32 örtliche Schulkommissionen (Community School Boards), deren Mitglieder direkt gewählt wurden. Die Grund- und Mittelschulen wurden durch die örtlichen Schulkommissionen und die Oberschulen bzw. Gymnasien durch die städtische Bildungskommission verwaltet. 2002 wurden die örtlichen Schulkommissionen aufgelöst und die Kontrolle über alle öffentlichen Schulen in New York City bei der Kommunalverwaltung und dem neu errichteten Bildungsdezernat zentralisiert.